# Wilhelm Ferdinand Souchon
Wilhelm Ferdinand Souchon (* 17. Januar 1825 in Halberstadt; † 26. Oktober 1876 in Weimar) war ein deutscher Historien- und Genremaler.

## Leben

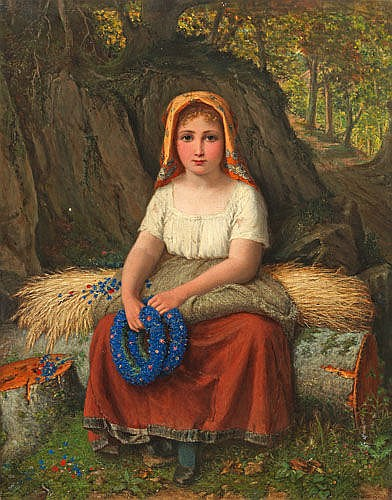
Rastendes Bauernmädchen

Souchon studierte seit 1841 an den Preußischen Akademie der Künste in Berlin bei August Rémy und seit dem 11. November 1848 bis 1851 an der Königlichen Akademie der Künste in München bei Wilhelm von Kaulbach und Hermann Anschütz. Den Zeitraum von 1851 bis 1854 verbrachte er in Rom und Neapel. Er besuchte in Rom den preußischen Gesandten Guido von Usedom. 1855 ließ er sich in Leipzig nieder, wo er sich der Historien-, Kirchen- und Genremalerei widmete. Souchon schuf für die Leipziger griechisch-katholische Kirche einen Zyklus von 30 biblischen Bildern. Er malte auch ein Christusbild in der Kirche zu Thronitz bei Lützen und ein Abendmahl in der Kirche von Grunau bei Weißenfels. Seit 1867 war er in Weimar tätig.
Auch kopierte er Werke anderer Künstler, u. a. Benjamin Vautier. Seine Werke erschienen in der „Gartenlaube“.